# Hauʻula
Hauʻula – census-designated place (CDP) na wyspie Oʻahu, w hrabstwie Honolulu, na Hawajach, w Stanach Zjednoczonych. Według szacunków United States Census Bureau w roku 2010 CDP miało 4 148 mieszkańców, którzy tworzyli 891 gospodarstw domowych i 734 rodzin.

## Geografia
Według United States Census Bureau census-designated place obejmuje powierzchnię 1,9 mil2 (5,0 km²), z czego 1,2 mil2 (3,0 km²) stanowi ląd, a 0,8 mil2 (2,0 km²) stanowi woda.

## Demografia
Według spisu z roku 2000, CDP zamieszkiwało 3 651 osób. Średni roczny dochód dla gospodarstwa domowego wynosił 38 190 $ a średni roczny dochód dla rodziny to 42 813 $. Średni roczny dochód na osobę wynosił 12 684 $ (33 125 $ dla mężczyzn i 24 630 $ dla kobiet). 15,2% rodzin i 19% mieszkańców census-designated place żyło poniżej granicy ubóstwa, z czego 24,0% to osoby poniżej 18 lat a 12,1% to osoby powyżej 65 roku życia.